# 8387 Фудзіморі
8387 Фудзіморі (8387 Fujimori) — астероїд головного поясу, відкритий 19 лютого 1993 року.
Тіссеранів параметр щодо Юпітера — 3,219.